# La Rambla (escalade)
Pour les articles homonymes, voir Rambla.
La Rambla est une voie d'escalade sportive du neuvième degré, située à Siurana en Catalogne (Espagne). Ouverte dans sa version complète en 2003, et répétée à plusieurs reprises à partir de 2006, elle a été la seconde voie confirmée au niveau 9a+, après Biographie à Céüse, malgré quelques polémiques récentes sur son niveau.

## La voie
La Rambla se trouve dans le secteur El Pati de Siurana, une des falaises phare de l'escalade de haut niveau en Catalogne. Elle a été équipée par le grimpeur allemand Alexander Huber au début des années 1990, et nommée en référence à la célèbre avenue de Barcelone. En 1994, après avoir cassé des prises, Huber installa un relais à quelques mètres du haut de la falaise, et cota 8c+ la section qu'il avait enchainée (la voie la plus dure de l'époque, Action directe, dans le Frankenjura, avait été cotée par son ouvreur Wolfgang Güllich, XI en cotation UIAA, ce qui correspond à 8c+/9a).
La voie fut beaucoup travaillée par Dani Andrada, qui rajouta une traversée sur la droite pour rejoindre la sortie de la voie Reina Mora.
C'est finalement l'espagnol Ramón Julián Puigblanque qui réalisa l'enchaînement le 8 mars 2003. Il lui a fallu entre 40 et 50 essais, à partir de 2001.  En concertation avec Dani Andrada, il proposa une cotation de 9a+, la jugeant plus dure que Kinematix une voie de Andreas Bindhammer cotée 9a des Gorges du Loup, qu'il avait répétée le  13 août 2002 en cinq essais. Cette version est parfois appelée La Rambla original, La Rambla extension ou La Rambla Direct, mais la version courte n'a pas été répétée seule.
C'est une voie entièrement naturelle, et relativement longue : 40 m pour environ 95 mouvements et 17 points d'assurance.

## Premières répétitions
La voie continua à être tentée par de forts grimpeurs, ce qui contribua à sa réputation : toujours Dani Andrada, les jeunes américains Dave Graham et Chris Sharma, l'allemand Christian Bindhammer, le japonais Yuji Hirayama, le français Alexandre Chabot. C'est l'espagnol Edu Marín Garcia qui réussit la première répétition le 30 novembre 2006. Il avait réussi auparavant Kinematix (9a) en 2003, ainsi que A Muerte (8c+/9a), Broadway, (8c+) et Estado Critico (9a) toutes les trois en 2006 à Siurana. Le lendemain, 1er décembre 2006, Chris Sharma réussit la troisième ascension, après une vingtaine d'essais. Sharma avait réussi la première voie confirmée en 9a+, Biographie en 2001 : « Il m’a fallu quatre années pour faire  Realization (Biographie) et douze jours pour La Rambla. Ça m’a demandé beaucoup moins de temps. Je ne sais pas si la voie est plus facile ou si je suis meilleur qu’avant. » 
La Rambla devient fameuse comme la voie la plus dure d'Espagne et la seconde voie confirmée à ce niveau : Flex Luthor à  Rifle (USA), ouverte en janvier 2003 par l'américain Tommy Caldwell, n'ayant toujours pas été répétée, non plus que  la controversée Orujo (Malaga) de Bernabé Fernandez en 1998, qui utilisait une prise artificielle vissée, démontée depuis.
Le 2 mai 2007, c'est l'allemand Andreas Bindhammer qui fait la quatrième ascension, après deux semaines de travail. Il réussit peu après sa voisine Broadway (8c+/9a) en seulement trois essais. Comparant la Rambla avec la voie Abyss des Gorges du Loup, qu'il avait répétée en octobre 2006, et cotée alors 9a/9a+, il juge que bien que très différentes, les deux voies sont en gros du même niveau (Abyss est aujourd'hui plutôt cotée 9a).

## 9a+ ou 9a?
Peu après Ramón Julián Puigblanque affirma que les répétiteurs avaient utilisé une prise en dehors de la voie dans la traversée, qu'il n'avait pas utilisée lors de la première et que dans ces conditions la voie était plutôt 9a que 9a+
Pour Edu Marin :  « J’ai essayé La Rambla avec Ramón Julián au début, il y a des années. Le plus dur est d’attraper le bi-doigt, c’est la ligne la plus dure que j’ai faite jusqu’à maintenant et j’en ai fait quelques-unes. Je ne m’attendais pas à un commentaire aussi stupide pour le dire ainsi. Après 35m de blocages et de réglettes, il y a le pas dur, le bi-doigt et la dalle finale est en 7a ou 7a+. […] Je l’ai fait plus rapidement que lui et Sharma l’a fait plus vite que moi, il faut l’accepter, on ne peut pas décôter après. La Rambla est telle que nous l’avons fait Sharma, Bindhammer ou moi, ces réglettes sont là et elles ne sont pas en dehors de la ligne. ». Pour Chris Sharma : « Cette polémique ne m’intéresse pas vraiment, je veux surtout grimper dans des belles voies, et La Rambla en est une. Je ne comprends pas trop Ramon : il n’a pas utilisé une prise qui doit être à 20 cm que celle nous avons utilisé ! En plus, c’est tout en haut de la voie, après la section difficile, à un endroit où je ne pense pas que Ramon ne soit jamais tombé. Donc pour moi, c’est une polémique idiote »
Le 27 novembre 2007, Patxi Usobiaga réussit la cinquième ascension, après seulement 9 essais : 1 en 2001, 5 en 2004, et 3 en novembre 2007  (Usobiaga avait notamment répété Biographie en 2004).
Le 10 février 2008, le nouveau jeune prodige de l'escalade, le tchèque Adam Ondra, réussit, à quinze ans, la sixième ascension, en seulement 2 jours et 5 essais, et sans utiliser la prise « interdite » : « Bien que prendre cette prise rend la voie indéniablement plus facile, j’admets que c’est un non-sens total de se l’interdire quand on voit la longueur de l’itinéraire. Le plus absurde, c'est que la prise est utilisée ensuite comme un pied. Personnellement, je ne l’ai pas tenu pour la seule et unique raison que personne ne peut dire comme ça que j'ai triché. Après c’est naturel de réfléchir à la question de savoir si la route avec la prise est toujours 9a + ou 9a… ». Le 13 septembre 2008, il réussit la première répétition de  Weiße Rose dans le Schleierwasserfall en Autriche, ouverte par Alexander Huber, en 1994, la même année que la première version de La Rambla. Huber l'avait d'abord coté 8c+, avant de la remonter à 9a. Ondra, confirme d'un 9a dur, plus dur même que La Rambla, pour laquelle il juge que la traversée et la sortie ne rajoutent pas un degré de difficulté à la version initiale. Huber a lui-même pris position en s'insurgeant contre ce qu'il considère comme un dérive des cotations : ses deux voies La Rambla et Weisse Rose avaient été cotées 8c+ en référence à Action directe qui était alors cotée 8c+, et que la sortie de La Rambla n'en changeait pas la difficulté qui ne dépassait celle d'Action directe, qui est aujourd'hui la voie de référence en 9a.

## Répétitions
- Edu Marín Garcia en 2006
- Chris Sharma en 2006 (le lendemain de Edu Marín)
- Andreas Bindhammer en 2007
- Patxi Usobiaga en 2007
- Adam Ondra en 2008
- Enzo Oddo, le 22 décembre 2011 (il confirme la cotation 9a+)[16]
- Sachi Amma, le 29 novembre 2012[17]
- Felix Neumärker, le 19 mars 2013
- Alexander Megos, le 30 mars 2013, au deuxième essai, après être tombé dans les derniers mouvements dans une tentative flash[18]
- Sangwon Son en décembre 2013[19]
- Daniel Jung le 31 janvier 2014[20]
- Jonathan Siegrist le 20 mars 2015[21]
- Margo Hayes en février 2017, devenant la première femme de l'histoire à réaliser une voie en 9a+[22]

### Vidéos
- Alexander Huber travaillant ses projets : La Rambla et Broadway
- Video de Ramon Julian Puigblanque
- Video de Edu Marin
- Video de Chris Sharma
- Video de Enzo Oddo
- Video de Felix Neumärker
- Video de Daniel Jung